# マウレガート
マウレガート （Mauregato de Asturias、? - 789年）は、アストゥリアス王（在位：783年 - 789年）。アルフォンソ1世と、奴隷のシサルダとの間に庶子として生まれた。

## 生涯
子供のないシロ王が死ぬと、王位継承権を持つ王妃アドシンダはフルエーラ1世の子であるアルフォンソ2世を後継に指名した。しかし、フルエーラ1世の行いを忘れていなかったアストゥリアス貴族の一部がマウレガートを王に選んだ。
マウレガートは強力な反対派を組織し、新王アルフォンソはアラバに撤退せざるを得なかった。のち、マウレガートは自らが王であることを宣言し、王国の権力を掌握した。
マウレガートは『百人の乙女の貢納』（Tributo de las cien doncellas）と呼ばれる出来事の原因をつくった。言い伝えによると、コルドバのアミール、アブド・アッラフマーン1世が和平に応じるのと引き換えに、王はキリスト教徒の乙女100人を貢物としたという。
マウレガートの治世で最も知られるのは、異端の教義とされた養子的キリスト論者によって引き起こされた論争だった。これにカール大帝、オビエド司教エリパンド、リエバナのベアトが介入した。
マウレガートの死後、貴族らはベルムード1世を王に選出した。マウレガートはプラビアのサン・フアン教会に埋葬された。
一説には、マウレガートはクレウサという女性と結婚し、エルメネヒルドという子をもうけたとされるが、多くの歴史家はこれを疑問視している。